# Roberto di Conversano
Roberto di Conversano (1070 circa – 1113) fu Conte di Conversano (dal 1100), Signore di Montepeloso, Brindisi, Monopoli e Nardò. Era figlio primogenito di Goffredo, conte di Conversano, e di Sichelgaita.

## Biografia
Partecipò alla Prima Crociata (1096) con Boemondo di Taranto, prendendo parte alla battaglia di Dorileo (1097) e all'assedio di Antiochia.
Nel 1100 succede al padre nella Contea di Conversano che tenne fino alla morte. 
Nel 1107 contribuì alla costruzione della cattedrale di Monopoli e il suo nome si è conservato in un'iscrizione tracciata nell'archivolto di un finestrone della stessa chiesa.
Nel 1112 suo fratello Tancredi era stato chiamato a Bari da Costanza, vedova di Boemondo d'Altavilla, per difendere i suoi territori: ma a seguito di un'insurrezione della cittadinanza, che aveva preso in ostaggio la madre Sichelgaita, Tancredi richiese l'intervento dei fratelli, Roberto e Alessandro, conte di Matera, che risolsero la situazione (1113).
Nello stesso anno certamente morì, perché il fratello Alessandro gli succedette nel dominio della Contea di Conversano.
Sposò Mabilia, da cui ebbe due figli: 
- Guglielmo, signore di Canne
- Ugo, Barone di Turi e Frassineto, feudo compreso fra gli attuali territori di Putignano, Gioia del Colle, Turi, e Sammichele di Bari.